# Công Binh, la longue nuit indochinoise

Công Binh, la longue nuit indochinoise est un documentaire français à caractère historique, sorti en 2013 et réalisé par Lam Lê. Il porte sur les conditions dans lesquelles les travailleurs indochinois sont venus et ont travaillé en France au moment de la Seconde Guerre mondiale.

## Synopsis
En 1939, peu avant la Seconde Guerre mondiale, 20 000 jeunes Indochinois sont arrachés brutalement à leur pays et à leurs familles et embauchés de force dans les usines d'armement en France, afin de compenser le départ d'ouvriers au front. Ces ouvriers-forçats (appelés « Công Binh » ou « Linh Tho » au Viêt Nam) n'étaient désignés que par un matricule et recevaient des traitements dérisoires.

## Fiche technique
- Titre du film : Công Binh, la longue nuit indochinoise
- Réalisation et scénario : Lam Lê, inspiré par l'ouvrage de Pierre Daum, Immigrés de force
- Assistant de réalisation : Agnès Fanget
- Montage : Lam Lê, assisté de Jonathan Delpeint
- Photographie : Lam Lê, Hoáng Duc Ngô Tich - Couleurs
- Musique originale : Le Cát Trong Lŷ
- Ingénieur du son : Mathieu Descamps
- Production : Lam Lê, Pascal Verroust pour ADR Productions - Région Île-de-France - Région Provence-Alpes-Côte d'Azur
- Collaboration de Feature Films Studio n°1 de Hà Nôi et Théâtre National de marionnettes sur eau du Viêt Nam
- Pays d'origine :  France
- Durée : 116 minutes
- Date de sortie : 30 janvier 2013

## Distinctions
- Prix du jury Festival International du Film d'Histoire Pessac 2012
- Prix Spécial du jury Festival international du film d'Amiens 2012

## Autour du film
Au moment de la défaite, ils furent considérés, à tort, comme des militaires, mis au ban de la société, asservis à l'occupant allemand et aux patrons collaborateurs. Ils furent aussi les pionniers de la culture du riz en Camargue. Le film se sert de témoignages d'une vingtaine de survivants ayant vécu cette expérience. Cinq d'entre eux sont décédés lors du tournage. Le film prend également appui sur l'ouvrage du journaliste Pierre Daum, Immigrés de force, publié chez Actes Sud.
Lam Lê, réalisateur du film, rappelle tout d'abord ce que signifie Công Binh : « Cela peut être traduit littéralement comme ouvrier-soldat. [...] J'insiste sur ce mot, car c'est justement parce que ces hommes ont été mal "nommés" qu'un tel malentendu règne sur leur situation. Dans leur pays d'origine, ils étaient connus comme des Lin Tho, étymologiquement soldat-ouvrier. C'était un terme péjoratif qui sous-entendait « collaborateurs de l'Armée Française ». [...] Ces malheureux ont été les oubliés de l'Histoire en France, certes, mais aussi au Viêt Nam qui les a considérés depuis toujours comme des traîtres, alors que la France leur avait volé leur jeunesse... Dans les campagnes, ils étaient enrôlés de force, ils ne savaient souvent pas lire, ne savaient pas ce qui les attendait. les familles étaient contraintes de donner au moins un fils. »
L'ouvrage de Pierre Daum, publié en 2009 et dont s'inspire le film, met en lumière cet aspect quasiment ignoré de l'utilisation des peuples colonisés lors de la Seconde Guerre mondiale. Dès 1937, Georges Mandel, alors ministre des Colonies dans le cabinet Daladier, prévoit le recrutement forcé de 80 000 Indochinois pour suppléer les ouvriers français appelés sous les drapeaux. Le premier convoyage jusqu'en juin 1940 est d'environ 20 000 hommes. Cette main-d'œuvre, issue d'Extrême-Orient, fut employée pour les travaux les plus pénibles, comme ceux du maniement des poudres dans les usines d'armement. Bloqués en métropole durant la période de l'Occupation de la France par l'Allemagne, logés dans des camps disciplinaires, ils furent ensuite loués à des sociétés publiques ou privées — on leur doit l'introduction de la culture du riz en Camargue — sans qu'aucun vrai salaire ne leur soit versé.
Lorsque Lam Lê entendit parler du travail de Pierre Daum, il eut un déclic : « J'ai su qu'il était temps que je m'attelle à ce film. [...] je voulais raconter cette histoire, mais en y mettant ma subjectivité et avec ma vision de Viêtnamien. En la revendiquant même. In fine, Công Binh, la longue nuit indochinoise n'est pas juste un documentaire de plus, mais un film de cinéma comme mes autres films de fiction. » Or, la plupart des personnes ayant vécu ce drame étaient nonagénaires. Certains s'éteignirent durant le tournage. Il y avait donc urgence. « Nous sommes des déracinés de la mémoire. Les hommes de mon film, justement, personne ne les avait interrogés. Ils ont toujours caché leur tragique histoire à leurs enfants, car ce qui comptait, c'était l'avenir, non le passé », souligne Lam Lê.